# 镇江第一外国语学校
镇江第一外国语学校是位于中华人民共和国江苏省镇江市的一所全日制民办学校，于2013年3月设立，同年5月加入镇江市外国语教育集团。学校分为初中部和国际高中部，共有约1100名学生与140名教职工。

## 校园文化
办学理念：独特的教育成就独特的你
培养目标：
- 通才（Universal）
- 高尚（Noble)
- 独立（Independent）
- 质疑（Questioning）
- 公正（Unbiased）
- 博学（Erudite）

## 争议
2019年招生季简章发布后，网友“吴学生”发帖称镇江第一外国语学校“真公办、假民营”、占用公办教师师资、学费过于高昂，兼有违规招生现象，引起热议。对此，学校负责人回应称，学校资金来源不属于“国家财政性经费”。镇江市教育局负责人称，学校将加快公办教师回流速度。《扬子晚报》记者称，学费高昂是因学校支出较高，不存在强迫性。学校负责人否认了提前招生择优录取的指控，称学校招生简章中引发争议的“一日体验”活动仅是综合评价过程。。